# Битва при Донському монастирі
Битва при Донському монастирі (6 жовтня 1618 року) — битва між козацькими та московськими військами під час походу гетьмана П. Конашевича-Сагайдачного на Москву. В околицях Москви запорожці розбили добірну кінноту зі складу гарнізону столиці Московської держави та продовжили рух на з’єднання з польсько-литовськими силами королевича Владислава.

## Передісторія
У червні 1618 року 20-тисячне козацьке військо на чолі з гетьманом П. Конашевичем-Сагайдачним розпочало похід на Московське царство з метою надати підмогу армії польського королевича Владислава. У липні козаки штурмом захопили Лівни та Єлець — потужні фортеці на півдні Московщини. У серпні бойові дії продовжились на Рязанщині, куди з рейдом гетьман відрядив частину полків на чолі з М. Дорошенком. Наприкінці серпня козацьке військо продовжило рух у напрямку Москви. З 26 серпня по 7 вересня основні сили запорожців невдало штурмували добре укріплене місто Михайлов. Гетьман вирішив не втягувати військо в тривалу облогу та почав розвідувати можливості для переправи через Оку. Річка була найбільшою водною перешкодою на шляху до столиці Московського царства.
Сагайдачний відправив дві тисячі козаків з полковником Ф. Бориспольцем у Мещерські краї, щоб відволікти московитів, а сам, з головними силами 15 — 17 вересня форсував Оку біля Коломни. Козаки розбили 7-тисячне московське військо Г. Волконського, що намагалося завадити переправі.
Вийшовши на оперативний простір на ближніх підступах до Москви, запорозький гетьман розіслав розвідувально-диверсійні загони, що, окрім збору інформації, мали спустошувати навколишні села, таким чином руйнуючи комунікації між столицею та південними регіонами Московської держави.
28 вересня козацькі посланці М. Дорошенко та Б. Конша прибули до табору армії Речі Посполитої біля Звенигорода. З польсько-литовським командуванням узгодили час та місце з’єднання військ — 3 жовтня в районі Тушино — на північний захід від Москви.
Проте П. Конашевич-Сагайдачний не став негайно рухатись до Тушино, а залишився протягом ще кількох діб на південно-східних околицях Москви, провівши низку операцій задля убезпечення свого війська від можливих нападів з тилу.
Лише 6 жовтня головні сили запорожців рушили Каширською дорогою на північ — на з’єднання з армією королевича Владислава. У той же час із Москви назустріч козакам вирушило військо на чолі з воєводою В. Бутуліним, що дістало від царя наказ не допустити з’єднання польсько-литовських і козацьких сил.

## Сили сторін

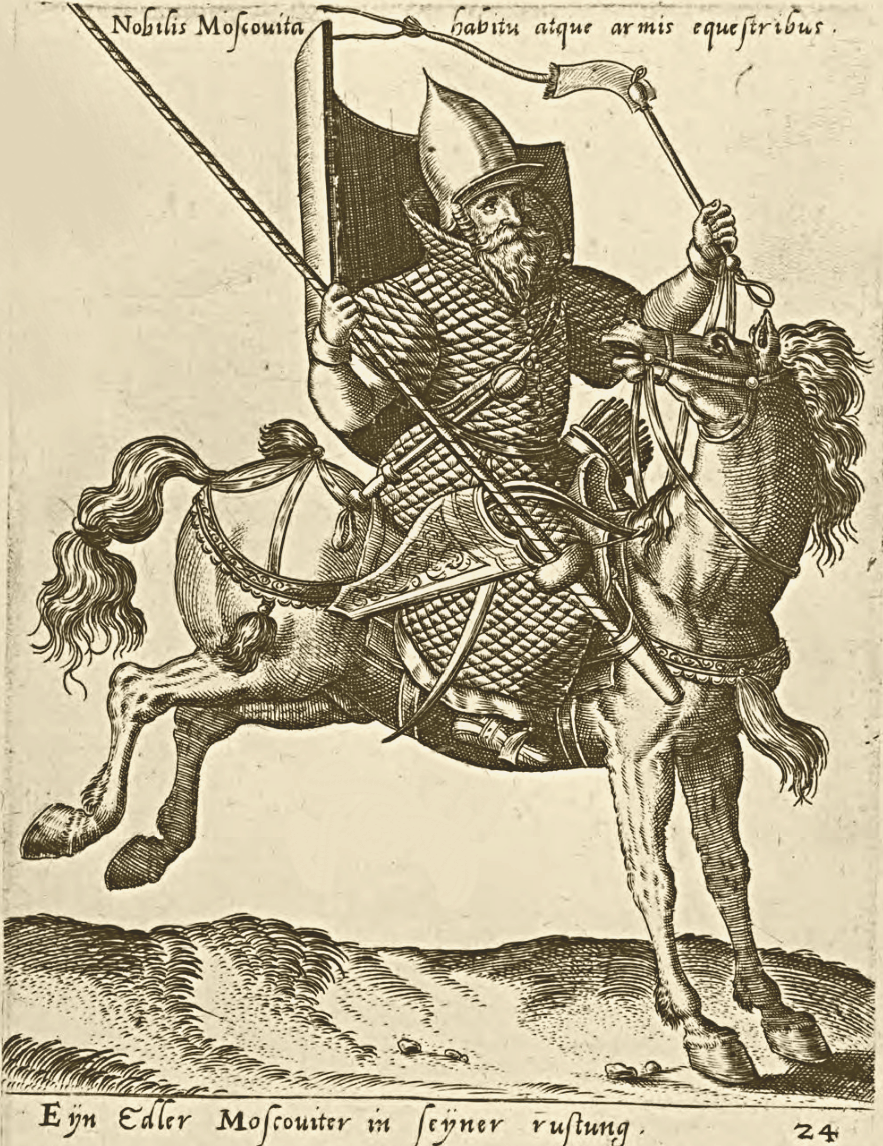
Московський дворянин. Гравюра XVI ст.

Згідно з листом польських сеймових комісарів, що перебували в таборі Сагайдачного, до короля Сигізмунда ІІІ від 18 жовтня 1618 року, московити вийшли зі столиці «з усією потугою, з двором Михайлика» (царя Михайла Федоровича). Московський «Новий Літописець» також пише, що назустріч козакам виступили «бояре … со всею ратію». Це може свідчити про те, що царське командування виставило проти запорожців всі наявні у столиці резерви. Анонімні «Новини», авторства, імовірно, шляхтича з табору королевича Владислава, повідомляють, що московське військо налічувало шість тисяч кінноти.
Згідно з розрядними книгами, у гарнізоні Москви було 3 228 кіннотників з числа «служилих людей» — московських і повітових бояр, дворян і «дітей боярських». Це була еліта московського війська — найкраще озброєні та споряджені вояки. При собі вони мали «бойових холопів» — озброєну охорону. Інша кіннота, що могла брати участь у битві — служилі татари — щонайменше, 450 вояків.
Козацьке військо, що на початку походу налічувало приблизно 20 тисяч, за час боїв у липні-вересні могло втратити до двох тисяч вояків убитими та полоненими (за оцінкою П. Саса). Водночас, запорожцям постійно надходило підкріплення з України. Станом на початок жовтня в армії П. Конашевича-Сагайдачного могло бути приблизно 20 тисяч козаків і ще 5-6 тисяч джур. У козацькому таборі також перебувало кілька тисяч полонених московитів — військових і цивільних.

## Місце битви
За даними «Нового Літописця», козацька та московська армії зустрілися між Донським монастирем і селом Котел, що було розташоване за три кілометри на південь від обителі, біля гирла річки Котловки — правої притоки Москви-ріки.

## Перебіг битви

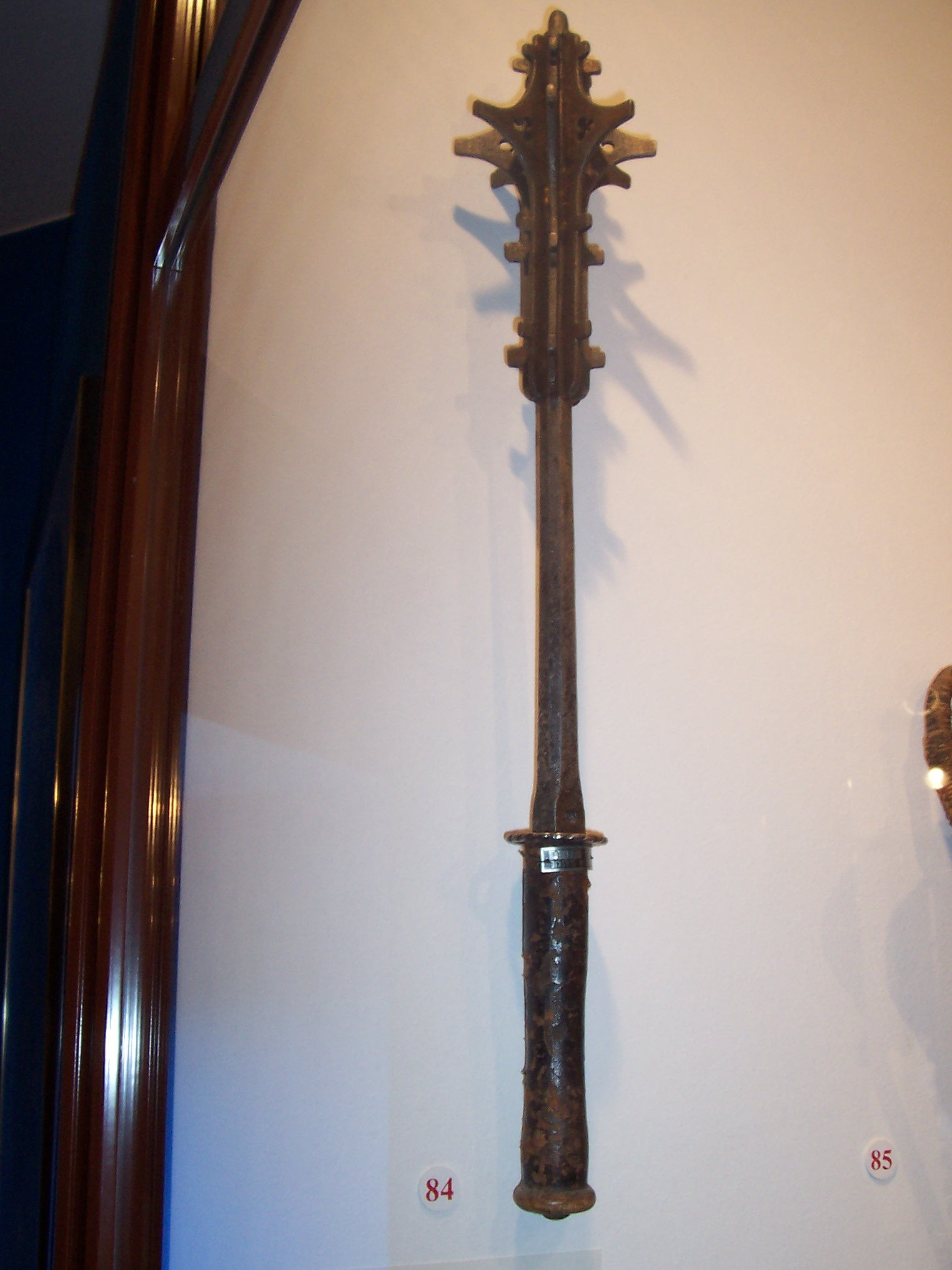
Буздиган

Згідно з «Новим Літописцем», Сагайдачний послав під монастир авангард свого війська — підрозділ кінноти, що мав завадити московитам несподівано напасти на головні сили — піші полки, що рухалися похідним табором. Московське військо висунулося назустріч, проте, побачивши запорозьку потугу, вони нібито злякалися та не стали атакувати: «нашихъ ужасть взяша и бою съ ними не поставиша».
Водночас, польські джерела стверджують, що бій між козаками та московитами відбувся. За даними анонімних «Новин», запорозький гетьман спрямував на ворога свої сили й «урвав двісті передніх [московитів], не втративши нікого з своїх». Після того, як авангард московського війська був розгромлений, решта врятувалась втечею.
Якуб Собеський, що очолював гусарську хоругву у війську королевича Владислава, у своєму щоденнику залишив опис двобою між командувачами двох армій — Сагайдачним і Бутурліним.
| Сам Сагайдачний вирвав списа в гетьмана Бутурліна та, під’їжджаючи, ударив його тим буздиганом, що його він отримав від королевича, і звалив з коня, бо той Сагайдачний, будучи гетьманом Війська Запорозького, у цій експедиції подав силу свідчень своєї визначної мужності.[3] |
Як зазначає П. Сас, герць, імовірно, відбувся на початку бою, бо у розпал зіткнення у командувачів було б мало шансів зустрітися між собою як рядові воїни. Виклик на двобій — традиційний для запорожців спосіб зав’язування битви.

## Втрати сторін
Я. Собеський у своєму щоденнику пише про «безліч» московських воїнів, які потрапили в полон. Сеймові комісари у листі до короля свідчать, що «чимало» московитів було вбито, а серед полонених було троє «значних» людей. Зокрема — у руки до запорожців потрапив царський стольник Пушкін.
Втрати козаків були незначні, анонімні «Новини» повідомляють про відсутність убитих у війську Сагайдачного, що піддає сумніву історик П. Сас.

## Версія про «перемогу» московитів
Альтернативну версію подій виклав московський цар Михайло Федорович, що у грамоті білозерському воєводі А. Образцову представив бій під Донським монастирем як переможний для московитів. За словами царя, його ратники «черкасъ многих побили и языки многие же поимали». Полонені запорожці на допиті нібито розповіли про жалюгідний стан свого війська («их де, черкасы, всѣх тысяч с пят и в них многие ранены, а иные болны, и голод де у них великой, и наги»). Згадав цар і про жінок і дітей, яких козаки тримають у неволі. Немає сумнівів, що документ переслідував пропагандистську мету — спонукати воєводу та його підлеглих не боятися козаків та чинити їм опір.

## Наслідки
8 жовтня козаки безперешкодно об’єдналися з польсько-литовськими силами в Тушино. Як подарунок П. Конашевич-Сагайдачний передав королевичу Владиславу полонених московських воєвод і послів. Вже 11 жовтня об’єднане військо розпочало штурм Москви.